# Militärflugplatz Phalsbourg-Bourscheid

i7
i11
i13
Das Camp La Horie ist ein Militärflugplatz der französischen Heeresflieger (Aviation légère de l’armée de terre). Die Basis liegt in der Region Grand Est im Département Moselle zwischen Bourscheid/Burscheid im Westen, auf dessen Gemeindegebiet sie auch größtenteils liegt, und Phalsbourg/Pfalzburg im Osten, zirka 47 km nordwestlich Straßburgs. Sie ist eine Heimatbasis von Transport- und Kampfhubschraubern.

## Geschichte
Im Unterschied zu vielen anderen (Militär-)Flugplätzen entstand die Basis erst zu Beginn des Kalten Krieges. Es gab in der Gegend weder zur Zeit vor oder während des Ersten Weltkrieges, als Phalsbourg noch zu Deutschland gehörte, noch in der Phase der Hochrüstung im Vorfeld des Zweiten Weltkrieges einen Flugplatz.

### Phalsbourg-Bourscheid Air Base

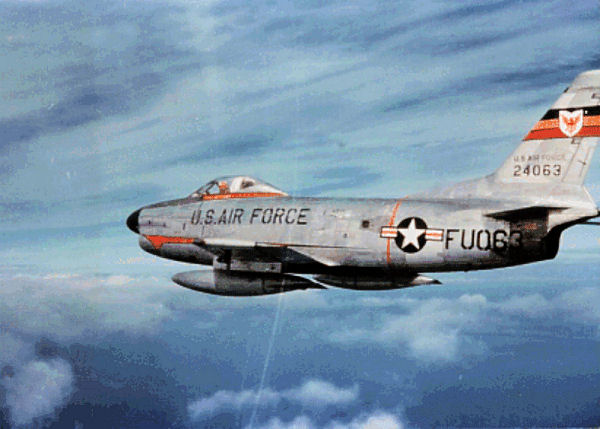
F-86D, Phalsbourg, 1958

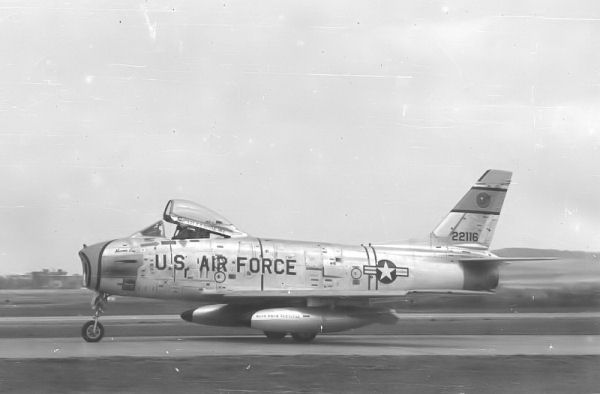
F-86H, Phalsbourg, 1961

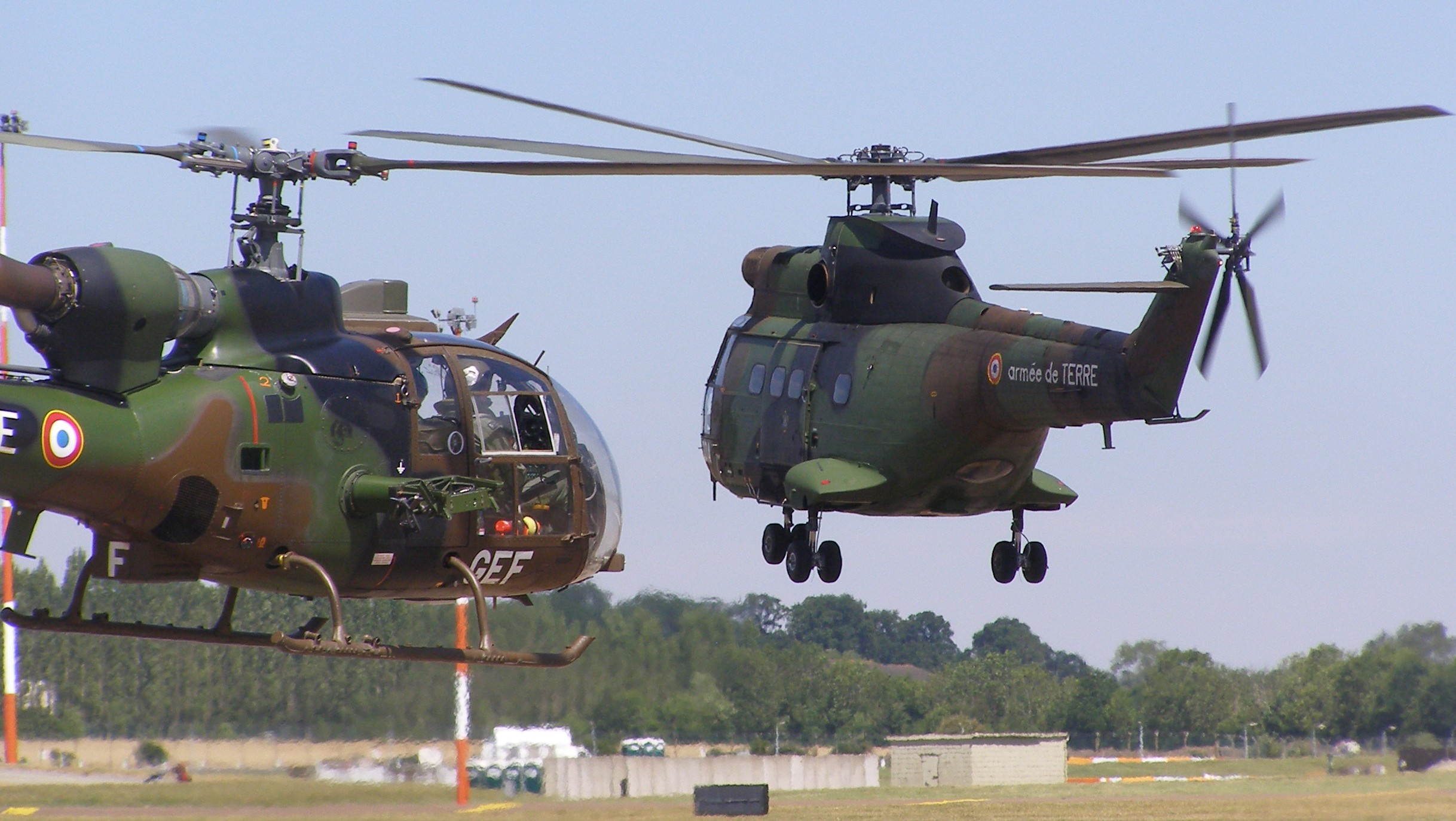
Gazelle und Puma, hier in Fairford, 2010

Da die USA im Rahmen ihrer NATO-Bündnisverpflichtungen auch eine Basis relativ nah westlich des Oberrheins im Elsaß oder dem östlichen Lothringen für erforderlich hielten, wurden den United States Air Forces in Europe (USAFE) ein Gelände westlich Phalsbourgs zugewiesen. Ein Vorauskommando der USAFE traf im Frühjahr 1952 ein und der Bau begann im folgenden Sommer.
Die flugtechnischen Anlagen wurden im Frühjahr 1954 fertig und am 4. Februar 1955 übergeben. In den folgenden eineinhalb Jahren wurden noch Restarbeiten durchgeführt, aus Budgetgründen kam es jedoch zunächst nicht zu der ursprünglich geplanten Stationierung eines Kampfgeschwaders.
Erster Nutzer war schließlich ab Juli 1956 die mit H-21B Transporthubschraubern ausgerüstete 23rd Helicopter Squadron; zwei Detachements lagen in Phalsbourg und je ein weiteres auf Flugplätzen im englischen Essex und der Wheelus Air Force Base in Libyen. Die „Bananen“, seinerzeit die einzige Hubschrauberstaffel der US Air Force in Europa, blieben zwei Jahre und anschließend wurde die Basis für acht Monate Ausweichplatz für in Deutschland stationierte RF-84F und RF-101A von Aufklärungsgeschwadern. Hierbei handelte es sich um das 10th Tactical Reconnaissance Wing aus Spangdahlem und das 66th Tactical Reconnaissance Wing aus Sembach.
Währenddessen verlegte Mitte April 1958 aus Manston kommend die 513th Fighter Interceptor Squadron auf ihren neuen Heimatstützpunkt Phalsbourg. Sie gehörte anfangs zum 406th Fighter-Bomber Wing und flog die F-86D, bereits im Mai wurde sie jedoch dem 86th Fighter-Interceptor Wing in Ramstein unterstellt. Nachdem die „Sabres“ die Basis in den letzten Wochen des Jahres 1960 verlassen hatten, wurde die Staffel Anfang 1961 deaktiviert.
Während der Berlin-Krise wurde die Basis wieder Heimat von Kampfjets. Für ein Jahr wurde Phalsbourg bis zur Jahresmitte 1962 Stützpunkt der F-86H des 102nd Tactical Fighter Wing der Massachusetts Air National Guard, das Ende 1962 durch die 480th Tactical Fighter Squadron, einer regulären F-84F USAF-Einheit, die dem 366th TFW in Chaumont-Semoutiers unterstand, abgelöst wurde. Diese Staffel, sie liegt heute als letzte US-Kampfflugzeugstaffel in Mitteleuropa auf der Spangdahlem AB, verließ den Flugplatz ihrerseits nach lediglich sieben Monaten Einsatzzeit.
Anschließend kam es nur noch zu gelegentlichem Flugverkehr, hierzu zählten auch Vorläufer der REFORGER-Übungen. Nach der von Präsident de Gaulle 1966 angekündigten Ausweisung der US-Truppen endete die USAF-Nutzung am 1. April 1967.

### Camp La Horie
Die ehemalige US Air Base sollte anschließend Basis französischer Heeresflieger werden. Erster Nutzer wurde am 1. Juli 1969 die Groupe d'aviation légère du 1° Corps d'armée (GALCA 1), die im Herbst des Jahres eine erste leichte Helikopterstaffel aktivierte, der ihrerseits im März 1970 die ersten SA318C zugewiesen wurden. Weitere Staffeln wurden aufgestellt und im Juni 1970 trafen die ersten SA330 Puma ein, mit denen letztlich insgesamt zwei Manöverhubschrauberstaffeln aufgestellt werden konnten.
Die anfangs noch geflogenen H-19 wurden 1971 außer Dienst gestellt. Die ersten SA341 Gazelle trafen 1974 ein, während die Alouette II der Kampfhubschrauberstaffel Anfang Juli 1977 durch Alouette III ersetzt wurden. Die GALCA I wurde Ende des gleichen Monats außer Dienst gestellt und an ihrer Stelle am 1. August 1977 das 1. Kampfhubschrauberregiment aufgestellt, das hier bis zum heutigen Tag stationiert ist.
Im Jahr 1978 kam es im Tschad zu einem ersten Auslandseinsatz und im Jahr 1982 wurde die Alouette III durch die SA 342, eine bewaffnete Version der Gazelle, ersetzt. In den 1990er Jahren kam das Regiment auf dem Balkan zum Einsatz, und mit der AS532 Cougar wird seit 2001 ein weiterer Hubschraubertyp geflogen.
Am 12. Dezember 2013 erhielt die Basis ihre ersten beiden Eurocopter Tiger sowie drei Caïman.

## Heutige Nutzung
Die Basis beherbergt zurzeit (2019) zwei Regimenter der französischen Landstreitkräfte:
- 1er régiment d'hélicoptères de combat, Kampfhubschrauberregiment, bestehend aus 6 fliegenden Staffeln und ausgerüstet mit über 50 Helikoptern der Typen SA341/342 Gazelle und SA330 Puma (Ersatz durch Caïman), AS532 Cougar, Eurocopter Tiger und Caïman

Hinzu kommt seit 1999 ein Unterstützungsreginment der Landstreitkräfte. Am Flughafen Nancy-Essey unterhält das Hubschrauberregiment eine Außenstelle.